# Leptochilus aridulus
Leptochilus aridulus är en stekelart som beskrevs av Parker 1966. Leptochilus aridulus ingår i släktet Leptochilus och familjen Eumenidae. Inga underarter finns listade i Catalogue of Life.